# Icon Siam
Icon Siam ou Iconsiam ou ICONSIAM ou ICS est un ensemble architectural comprenant une galerie culturelle et commerciale ainsi que deux gratte-ciel résidentiels de luxe de 70 et 52 étages (Magnolia Residences et The Residences at Mandarin Oriental) construits dans le quartier de Khlong San à Bangkok en Thaïlande.

## Le centre commercial et culturel
Il est constitué de près de 500 boutiques. 
Son objectif est d'accueillir 150 000 visiteurs par jour dont 50 000 touristes étrangers 

(les centres commerciaux Siam Center, Siam Discovery et Siam Paragon accueillent à eux trois 250 000 visiteurs par jour).

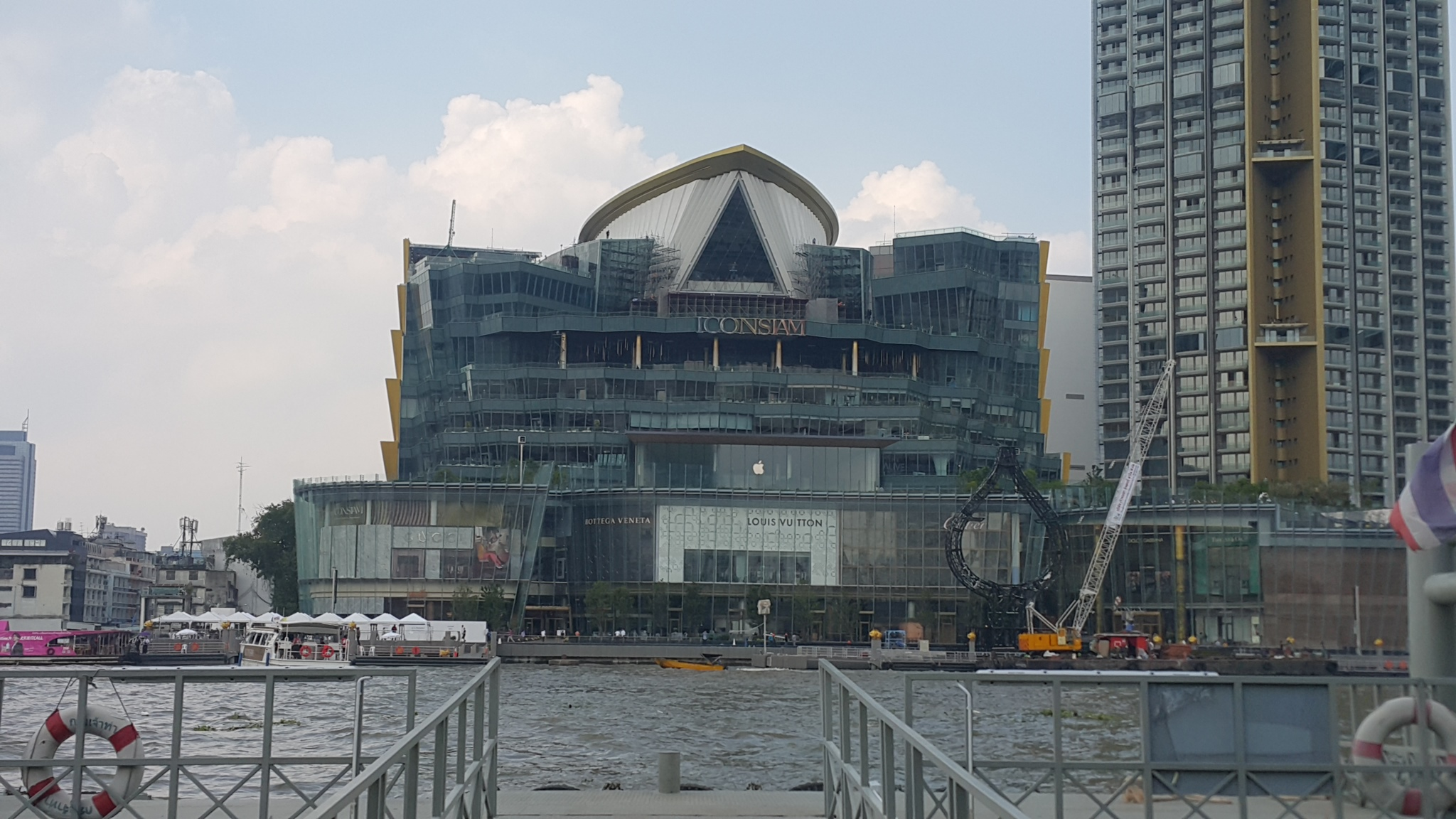
Centre commercial Icon Siam

## Les deux gratte-ciel résidentiels
Le gratte-ciel Magnolia Waterfront Residences est avec ses 318 m le plus haut gratte-ciel de Bangkok et de Thaïlande, dépassant de 4 m le King Power MahaNakhon (314m) (et de 6 m la Tour Eiffel sans ses antennes). Ses 70 étages sont composés de 379 appartements.
Le gratte-ciel The Residences of Madarin Oriental s'élève à 280 m de hauteur. Ses 52 étages sont composés de 146 appartements. 

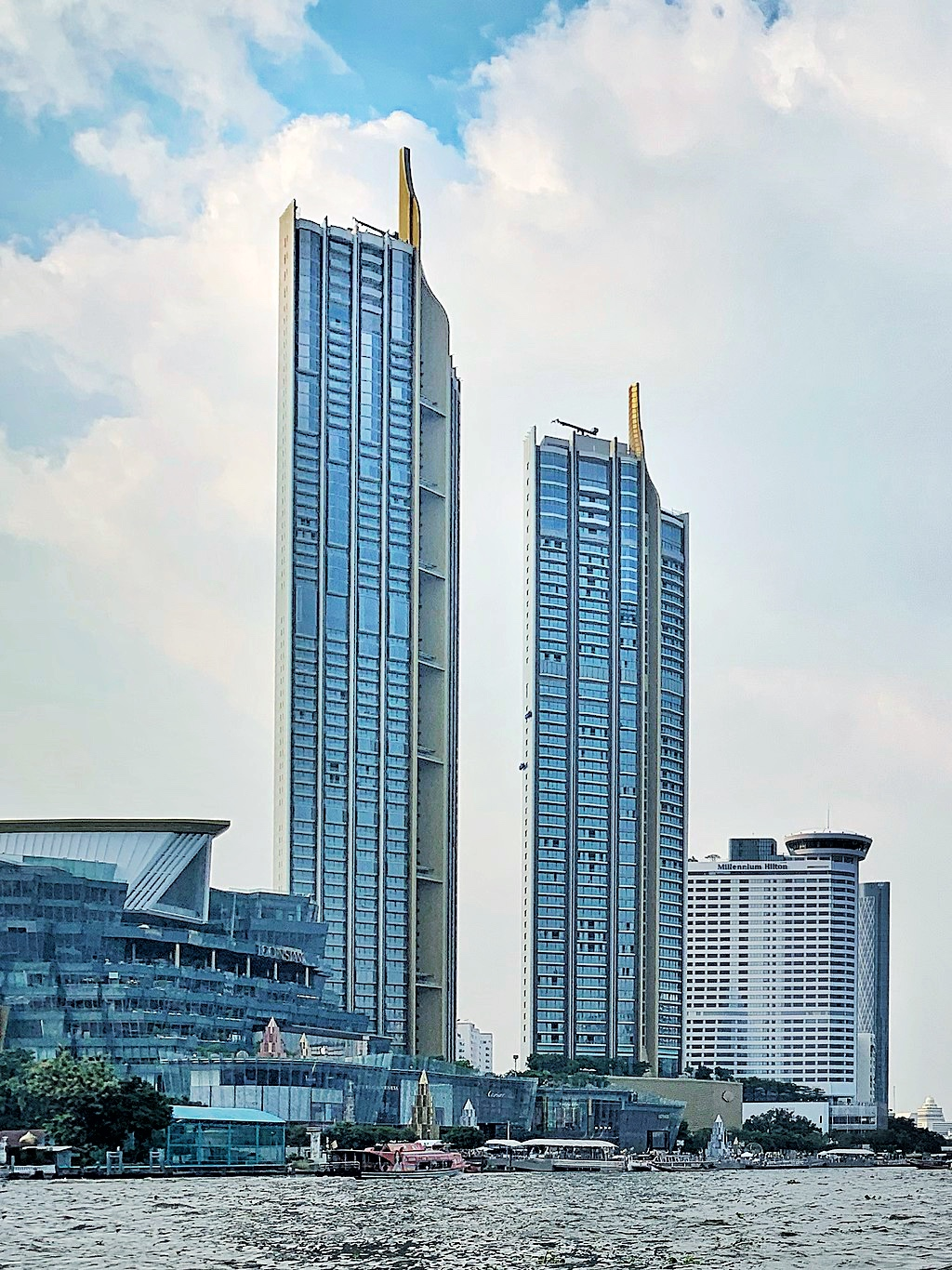
Centre commercial Icon Siam et les deux gratte-ciel résidentiels de luxe Magnolia Waterfront Residences et The Residences at Mandarin Oriental

Ils ont été achevés en 2018.